# 空堀商店街

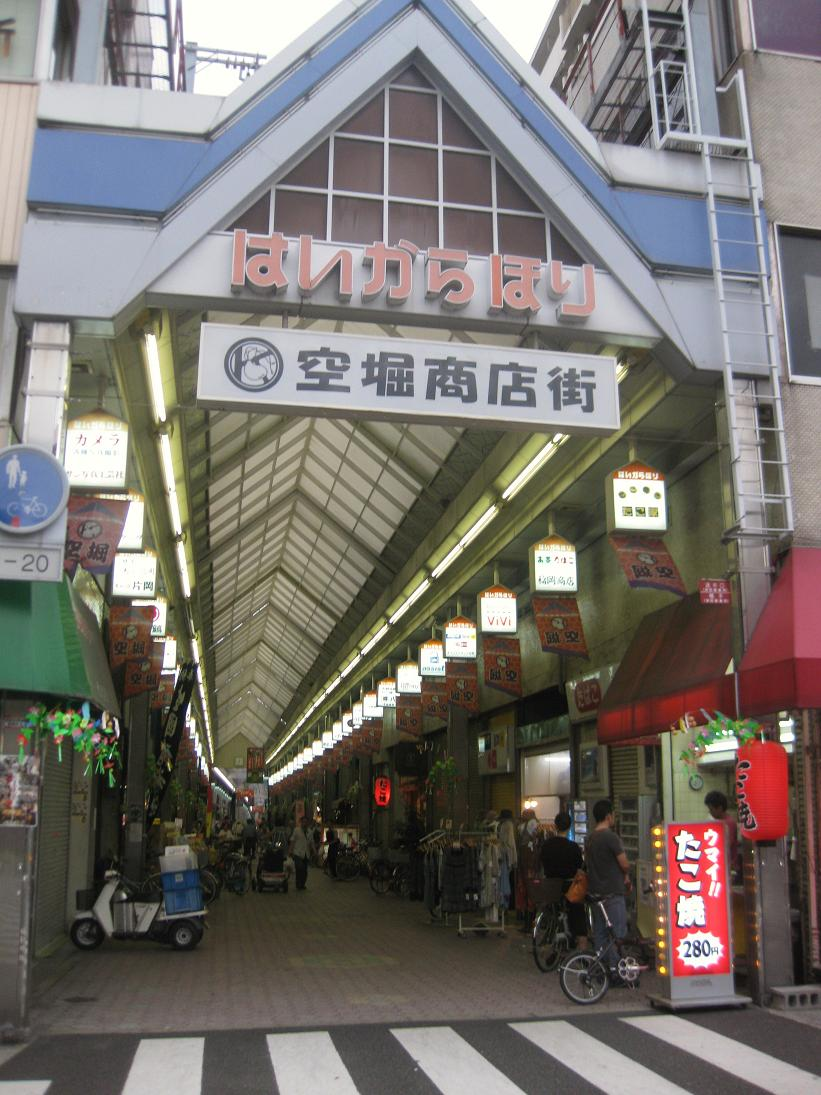
空堀商店街
（谷町筋西側入口）

空堀商店街（からほりしょうてんがい）は、大阪市中央区南東部にある商店街。
大坂冬の陣後に埋め立てられた大坂城南惣構（みなみそうがまえ）堀の遺構である空堀通の西半分、松屋町筋から上町筋に至る中央区側の東西約800 mのアーケード商店街。2009年（平成21年）3月には「新・がんばる商店街77選」に選ばれた。

## 周辺
上町台地の西側斜面に位置する。
江戸時代には、商店街の南西は御用瓦師の寺島宗左衛門（寺島家2代目）による南瓦屋町（現・瓦屋町）で、商店街の南北一帯には寺島藤右衛門（寺島家4代目）による瓦土取場（瓦屋藤右衛門請地）が広がっていた。そのため、現在も起伏に富んだ地形となっている。
谷町筋西側の商店街沿いに生駒町、生玉筋中寺町に続く道沿いに宮崎町・田島町、谷町筋沿いに万年町・立半町・柏原町、上町筋沿いに上本町4丁目南半・札之辻町といった町が形成され、商店街の北東に五十軒屋敷と呼ばれた鉄砲同心の屋敷地があった。
また、その他の場所には畑地（西成郡吉右衛門肝煎地）が点在していた。
明治初期に武家屋敷は破却されて畑地が拡大した。
しかし、明治20年代以降のスプロール現象によって、畑地と瓦土取場は凸凹の地形もそのままに家屋が密集するようになった。1945年（昭和20年）の大阪大空襲では奇跡的に焼失を免れ、昔ながらの長屋などが残り、狭い路地が複雑にめぐっている。

## 交通アクセス
- Osaka Metro（谷町線・長堀鶴見緑地線）谷町六丁目駅3号出口または4号出口徒歩1分
- Osaka Metro長堀鶴見緑地線松屋町駅3号出口徒歩2分

## 作品

### 小説
- 『プリンセス・トヨトミ』